# Apprendimento per tentativi ed errori
L'apprendimento per tentativi ed errori o per prove ed errori  (in inglese trial and error, lett. "tentativo ed errore") denota un metodo euristico che mira a trovare una soluzione a un problema effettuando un tentativo e verificando se ha prodotto l'effetto desiderato. In caso positivo il tentativo costituisce una soluzione al problema, altrimenti si cerca una nuova potenziale soluzione e si prosegue effettuando un diverso tentativo.

## Caratteristiche
Alcune caratteristiche del metodo per tentativi ed errori sono le seguenti.
- È orientato alla soluzione: non si propone di scoprire perché un tentativo funziona, ma si limita a cercarlo.[1]
- È specifico del problema in esame: non ha alcuna pretesa di generalizzazione ad altri problemi.
- Non è ottimale: si limita in genere a trovare una sola soluzione che non necessariamente sarà la migliore possibile.
- Non richiede una conoscenza approfondita: si propone di trovare una soluzione ad un problema di cui magari si conosce poco o nulla.

È possibile usare il metodo per trovare tutte le soluzioni o la migliore soluzione nel caso in cui ne esista un numero finito. In tal caso, anziché fermarsi al primo tentativo che ha fornito un esito desiderato, se ne prende nota e si continua nei tentativi fino a trovare tutte le soluzioni. Alla fine queste vengono confrontate sulla base di un dato criterio che determinerà quali tra esse è da considerarsi la migliore.
L'apprendimento per prove ed errori venne studiato tra gli altri da Edward Lee Thorndike che, da esperimenti effettuati su animali in gabbia, ne ricavò leggi dell'apprendimento tra le quali quella dell'effetto, secondo la quale "i comportamenti “giusti” vanno premiati e quelli “sbagliati” puniti". Lo studioso estese in parte tali leggi anche alla psicologia umana.

## Esempi
La risoluzione dei problemi con il metodo per tentativi ed errori è di origine antichissima, e non è necessariamente legata alla presenza di un sistema nervoso. Infatti anche alcuni organismi unicellulari lo adottano, ad esempio per trovare zone dell'ambiente dove vivono con temperature ottimali.
Il metodo per prove ed errori viene tradizionalmente utilizzato nell'individuazione di nuovi farmaci. I ricercatori provano varie sostanze chimiche fino a quando ne trovano una con l'effetto desiderato.